# Brunei na Letnich Igrzyskach Olimpijskich 2020
Brunei na Letnich Igrzyskach Olimpijskich 2020 w Tokio reprezentowało dwóch zawodników. Był to szósty start reprezentacji Brunei na letnich igrzyskach olimpijskich.

## Skład reprezentacji

### Lekkoatletyka
Mężczyźni
| Zawodnik                    | Konkurencja            | Eliminacje | Eliminacje | Półfinał | Półfinał | Finał    | Finał   |
| Zawodnik                    | Konkurencja            | Rezultat   | Pozycja    | Rezultat | Pozycja  | Rezultat | Pozycja |
| --------------------------- | ---------------------- | ---------- | ---------- | -------- | -------- | -------- | ------- |
| Muhd Noor Firdaus Ar-Rasyid | Bieg na 200 m mężczyzn | 21,83      | 7.         | NQ       | NQ       | NQ       | NQ      |

### Pływanie
Mężczyźni
| Zawodnik           | Konkurencja                      | Eliminacje | Eliminacje | Półfinał | Półfinał | Finał    | Finał   |
| Zawodnik           | Konkurencja                      | Rezultat   | Pozycja    | Rezultat | Pozycja  | Rezultat | Pozycja |
| ------------------ | -------------------------------- | ---------- | ---------- | -------- | -------- | -------- | ------- |
| Muhammad Isa Ahmad | 100 m stylem klasycznym mężczyzn | 1:08,65    | 47.        | NQ       | NQ       | NQ       | NQ      |